# Rymosia armata
Rymosia armata är en tvåvingeart som beskrevs av Paul Lackschewitz 1937. Rymosia armata ingår i släktet Rymosia och familjen svampmyggor. Arten är reproducerande i Sverige. Inga underarter finns listade i Catalogue of Life.